# Українсько-ліхтенштейнські відносини

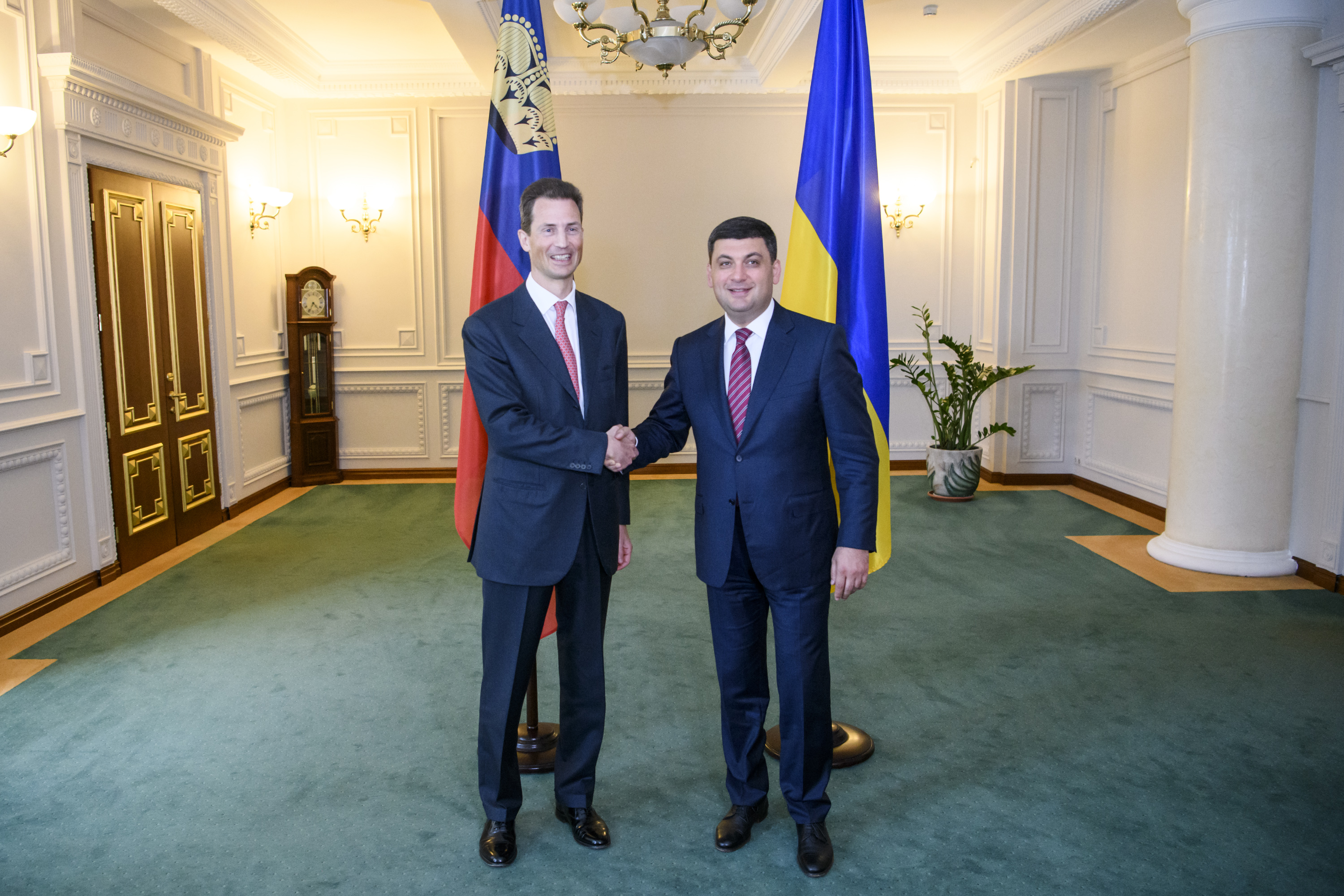
Прем'єр-міністр України Володимир Гройсман із Спадкоємним принцом Ліхтенштейну Алоїзом (2018)

Українсько-ліхтенштейнські відносини — це двосторонні відносини між Україною та Ліхтенштейном у галузі міжнародної політики, економіки, освіти, науки, культури тощо.
Дипломатичні відносини України з Ліхтенштейном встановлено 6 лютого 1992 року.

## Перша зустріч лідерів держав

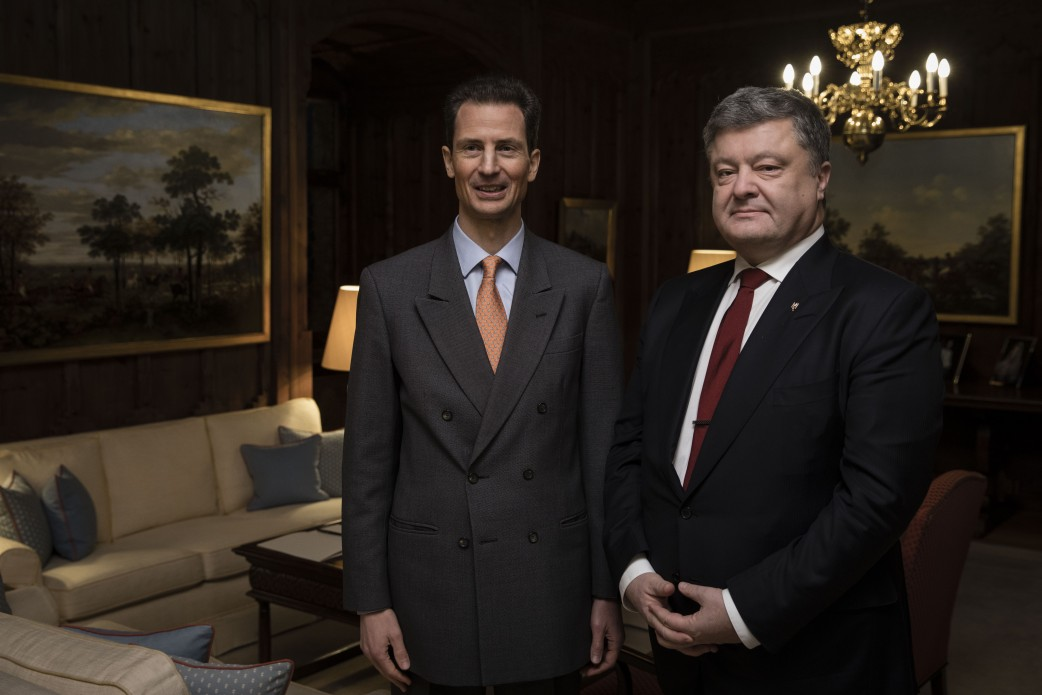
Президент України Петро Порошенко з Наслідним принцом Алоїзом Ліхтенштейнським

Вперше лідери двох держав Президент Петро Порошенко та Наслідний принц Алоїз Ліхтенштейнський зустрілись 17 січня 2017 року в рамках Всесвітнього економічного форуму, де Президент України Петро Порошенко подякував за принципову позицію Ліхтенштейну в реагуванні на порушення Росією територіальної цілісності України, приєднання до санкцій ЄС, підтримку відповідних резолюцій у рамках ООН.
На цій зустрічі відзначено активну участь Ліхтенштейну в подоланні гуманітарних наслідків війни з Росією, фінансову участь у будівництві захисного саркофага над 4 енергоблоком ЧАЕС, а також у підтримці реформ в Україні.
Петро Порошенко висловився з цього приводу так:

| Це історична зустріч у відносинах між нашими державами, оскільки до цього не було контактів на найвищому рівні. Це має стати стимулом для активізації двосторонніх відносин. |
Сторони також обговорили шляхи активізації торговельно-економічного та інвестиційного співробітництва між країнами.
Наслідний принц повідомив, що його країна запровадить безвізовий режим для українських громадян одразу після аналогічного рішення Європейського Союзу.

## Парламентське співробітництво між Україною і Ліхтенштейном
У листопаді 2024 року народний депутат України Олександр Васюк здійснив перший офіційний візит до Князівства Ліхтенштейн в історії українського парламентаризму. Під час візиту він провів зустріч з Його Світлістю спадкоємним принцом Ліхтенштейну Alois Philipp Maria von und zu Liechtenstein. Основними темами обговорення стали зміцнення двосторонніх відносин, гуманітарна підтримка, реалізація спільних проєктів, судова реформа в Україні та інвестиційні можливості в українську економіку .
Олександр Васюк також зустрівся з Головою Парламенту Ліхтенштейну Альбертом Фріком, головою Комітету з закордонних справ парламенту Манфредом Кауфманном та іншими депутатами Ландтагу .
У межах візиту парламент Ліхтенштейну ухвалив рішення про виділення 8 мільйонів швейцарських франків для підтримки України на період 2025–2029 років. Із 25 депутатів Ландтагу 24 проголосували «за». Окрім того, Ландтаг схвалив виділення 800 тисяч швейцарських франків на збільшення капіталу Європейського банку реконструкції та розвитку, що підтримали 23 депутати.